# Limited Edition Tour CD
Limited Edition Tour CD — мініальбом американського гурту System of a Down, який вийшов обмеженим тиражем.

## Треки
Всі пісні написали Серж Танкян (лірика) і Дарон Малакян (музика).
| #  | Назва                                        | Тривалість |
| -- | -------------------------------------------- | ---------- |
| 1. | «Suite-Pee»                                  | 2:32       |
| 2. | «War?»                                       | 2:41       |
| 3. | «Suggestions»                                | 2:44       |
| 4. | «Suite-Pee» (Live At The Fillmore Theater)   | 2:50       |
| 5. | «War?» (Live At The Fillmore Theater)        | 4:50       |
| 6. | «Suggestions» (Live At The Fillmore Theater) | 3:01       |

Концертні композиції записані на виступі 29 січня 2000, в аудиторії Fillmore у Денвері штат Колорадо.